# Saint Lucia a 2024. évi nyári olimpiai játékokon
Saint Lucia a franciaországi Párizsban megrendezett 2024. évi nyári olimpiai játékok egyik részt vevő nemzete volt. Az országot az olimpián 3 sportágban 4 sportoló képviselte, akik összesen két érmet szereztek.
Julien Alfred 10,72 másodperces országos csúccsal nyerte a női 100 méteres síkfutást, megszerezve Saint Lucia első olimpiai érmét.

## Érmesek
| Érem  | Versenyző     | Sportág  | Versenyszám |
| ----- | ------------- | -------- | ----------- |
| Arany | Julien Alfred | Atlétika | Női 100 m   |
| Ezüst | Julien Alfred | Atlétika | Női 200 m   |

## Atlétika
Férfi
| Versenyző      | Versenyszám | Előfutam | Előfutam | Előfutam | Vigaszág | Vigaszág | Vigaszág | Elődöntő | Elődöntő | Elődöntő | Döntő   | Döntő    |
| Versenyző      | Versenyszám | Idő      | Hely.    | Össz.    | Idő      | Hely.    | Össz.    | Idő      | Hely.    | Össz.    | Idő     | Helyezés |
| -------------- | ----------- | -------- | -------- | -------- | -------- | -------- | -------- | -------- | -------- | -------- | ------- | -------- |
| Michael Joseph | 400 m       | 45,69    | 8.       | 35.      | 45,64    | 4.       | 13.*     | kiesett  | kiesett  | kiesett  | kiesett | kiesett  |

* - egy másik versenyzővel azonos időt ért el
Női
| Versenyző     | Versenyszám | Előfutam | Előfutam | Előfutam | Vigaszág | Vigaszág | Vigaszág | Elődöntő | Elődöntő | Elődöntő | Döntő    | Döntő    |
| Versenyző     | Versenyszám | Idő      | Hely.    | Össz.    | Idő      | Hely.    | Össz.    | Idő      | Hely.    | Össz.    | Idő      | Helyezés |
| ------------- | ----------- | -------- | -------- | -------- | -------- | -------- | -------- | -------- | -------- | -------- | -------- | -------- |
| Julien Alfred | 100 m       | 10,95    | 1.       | 5.       |          |          |          | 10,84    | 1.       | 1.       | 10,72 NR |          |
| Julien Alfred | 200 m       | 22,41    | 1.       | 6.       |          |          |          | 21,98    | 1.       | 2.       | 22,08    |          |

## Úszás
Férfi
| Versenyző          | Versenyszám | Előfutam | Előfutam | Előfutam | Elődöntő | Elődöntő | Elődöntő | Döntő   | Döntő    |         |
| Versenyző          | Versenyszám | Idő      | Hely.    | Össz.    | Idő      | Hely.    | Össz.    | Idő     | Helyezés |         |
| ------------------ | ----------- | -------- | -------- | -------- | -------- | -------- | -------- | ------- | -------- | ------- |
| Jayhan Odlum-Smith | 100 m gyors | 50,39    | 2.*      | 44.*     | kiesett  | kiesett  | kiesett  | kiesett | kiesett  | kiesett |

* - egy másik versenyzővel azonos időt ért el

## Vitorlázás
Férfi
| Versenyző    | Versenyszám    | Futam | Futam | Futam | Futam | Futam | Futam | Futam | Futam | Futam | Futam | Futam   | Pontszám | Helyezés |
| Versenyző    | Versenyszám    | 1     | 2     | 3     | 4     | 5     | 6     | 7     | 8     | 9     | 10    | É       | Pontszám | Helyezés |
| ------------ | -------------- | ----- | ----- | ----- | ----- | ----- | ----- | ----- | ----- | ----- | ----- | ------- | -------- | -------- |
| Luc Chevrier | ILCA 7 (Laser) | 24    | 36    | 19    | 25    | 11    | 28    | 27    | 29    | X     | X     | kiesett | 163      | 29.      |

X - törölt futam